# Taródcsencs
Taródcsencs (németül: Tudersdorf, horvátul: Tarodova Čenča/Tudorica) Tobaj településrésze, egykor önálló község Ausztriában Burgenland tartományban a Németújvári járásban.

## Fekvése
Németújvártól 7 km-re északnyugatra a Strém-patak jobb partján  fekszik.

## Története
A szomszédos Horvátcsencshez hasonlóan a 16. században tűnik fel. Kezdetben horvát lakossága volt, mely valószínűleg a 16. század első felében telepedett le az addig Németcsencs határához tartozó területen, mely a Beed, Radován, Tarródy és Tudor családok birtoka volt. Első írásos említése az 1582-es adóösszeírásban történt "Radovan Chench" alakban. 1750 körül "Totter Csencs", vagy "Torrod", 1850 körül "Radvancsencs", vagy "Tarodcsencs" néven említik. 1750-ben a Panny és Jandrisovits családok lakták. 1789-ban az előző két családon kívül még az Unger, Burkovits és Keglovits családoknak voltak itt házaik. 1787-ben 11 házában 71 lakos élt, 1828-ban is 11 ház állt a faluban 77 lakossal. Halottaikat 1867-ig Horvátcsencsen temették. 1812-ben 76, 1832-ben 70, 1850-ben  82 lakosa volt. A 19. század végén és a 20. század elején 40 lakos vándorolt ki a tengerentúlra.
Fényes Elek szerint "Tarród-Csencs, horvát falu, Vas vgyében, 90 kath. lak. Mind a három Csencs a németujvári uradalomhoz tartozik, s ut. p. Szombathelyen át Németujvár."
Vas vármegye monográfiája szerint "Taród-Csencs, kis falu, összesen 17 házzal és 93 német- és horvátajkú lakossal. Vallásuk r. kath. és ág. ev. Postája Puszta-Szt.-Mihály, távírója Német-Ujvár. A község a Strém patak mentén fekszik."
1910-ben 98, túlnyomórészt német lakosa volt. A trianoni békeszerződésig Vas vármegye Németújvári járásához tartozott. 1921-ben Ausztria Burgenland tartományának része lett. A második világháborúban nyolcan estek el, négyen pedig eltűntek a fronton harcoló helyiek közül. Neveik az 1909-ben állatott kereszthez csatlakozó hősi emlékművön vannak feltüntetve. 1971-ben Németcsencs, Horvátcsencs, Pónic és Vasnyúlfalu községekkel együtt Tobajhoz csatolták.

## Külső hivatkozások
- Tobaj hivatalos oldala[halott link]
- Taródcsencs a dél-burgenlandi települések honlapján
- Várszentmiklós weblapja
- Burgenland településeinek lexikona